# Dicrurus bracteatus
Il drongo picchiettato (Dicrurus bracteatus Gould, 1843) è un uccello passeriforme appartenente alla famiglia Dicruridae.

## Etimologia
Il nome scientifico della specie, bracteatus, deriva dal latino e significa "dorato", in riferimento ai riflessi metallici del piumaggio.

## Descrizione

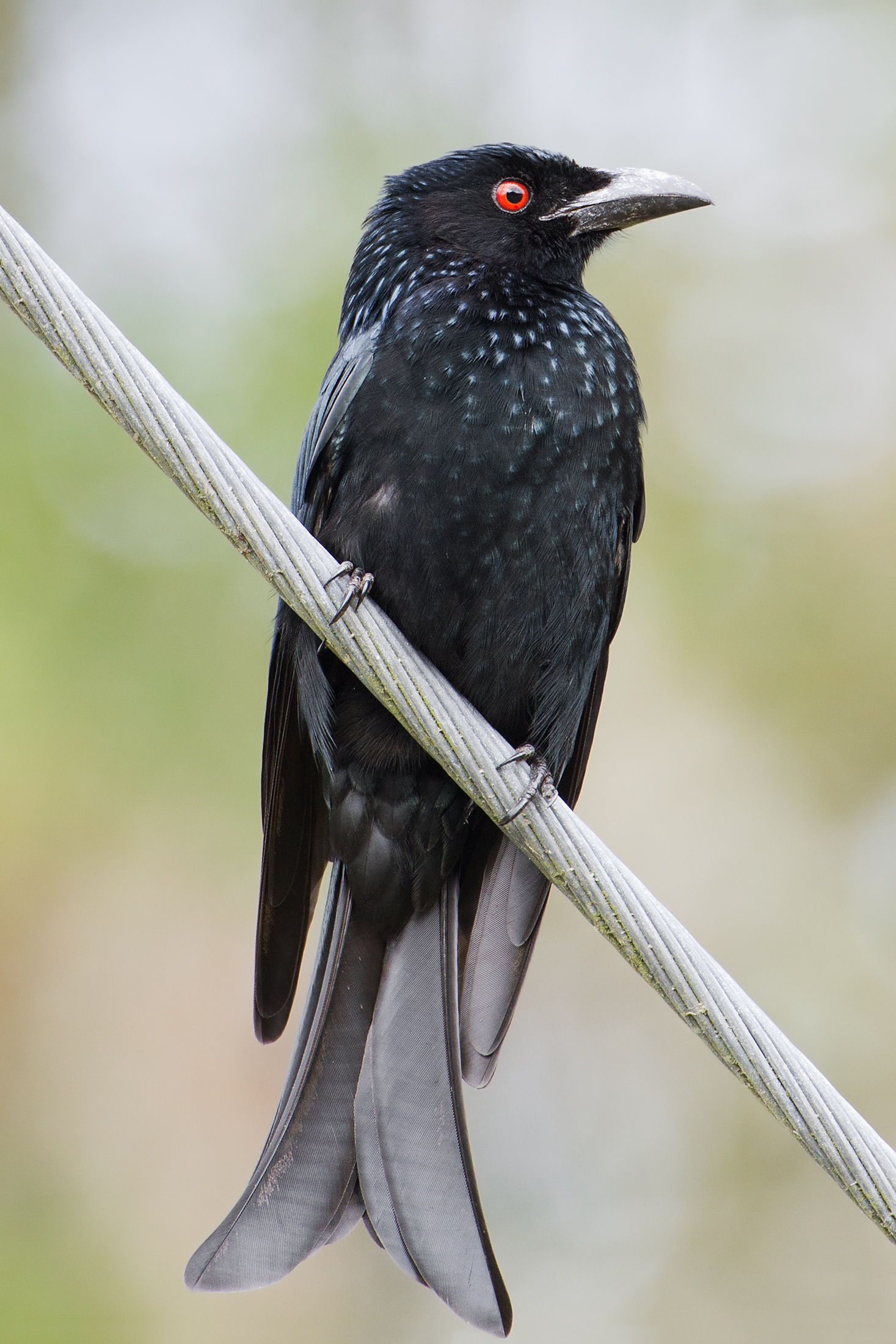
Esemplare nel Queensland.

### Dimensioni
Misura 26,5-32 cm di lunghezza, per 76-88 g di peso. A parità d'età, le femmine sono lievemente più piccole e leggere rispetto ai maschi: sussiste inoltre una certa variabilità della taglia fra le varie sottospecie.

### Aspetto
Si tratta di uccelli dall'aspetto robusto e slanciato, muniti di grossa testa di forma arrotondata e allungata con fronte e vertice schiacciati, becco conico e robusto piuttosto lungo e lievemente ricurvo verso il basso, dalla punta adunca, zampe corte, lunghe ali digitate e lunga coda dall'estremità allargata e lievemente biforcuta, con le due punte leggermente rivolte verso l'esterno.
Il piumaggio si presenta interamente di colore nero-bluastro, con sfumature blu maggiormente evidenti su copritrici, remiganti e coda (le quali presentano inoltre superficie inferiore di colore grigio-azzurro), mentre le penne di coda, lati del collo e parte superiore del petto presentano punta di colore azzurro-bluastro iridescente (da cui il nome comune della specie): su petto e area dorsale sono inoltre presenti sfumature metalliche di colore purpureo, ben evidenti quando l'animale si trova nella luce diretta.

I due sessi sono simili nella colorazione: le femmine, tuttavia, presentano colorazione generalmente meno brillante rispetto ai maschi, oltre a mostrare coda in proporzione più corta.
Il becco e le zampe sono di colore nerastro: gli occhi, invece, sono di color rosso cremisi.

## Biologia

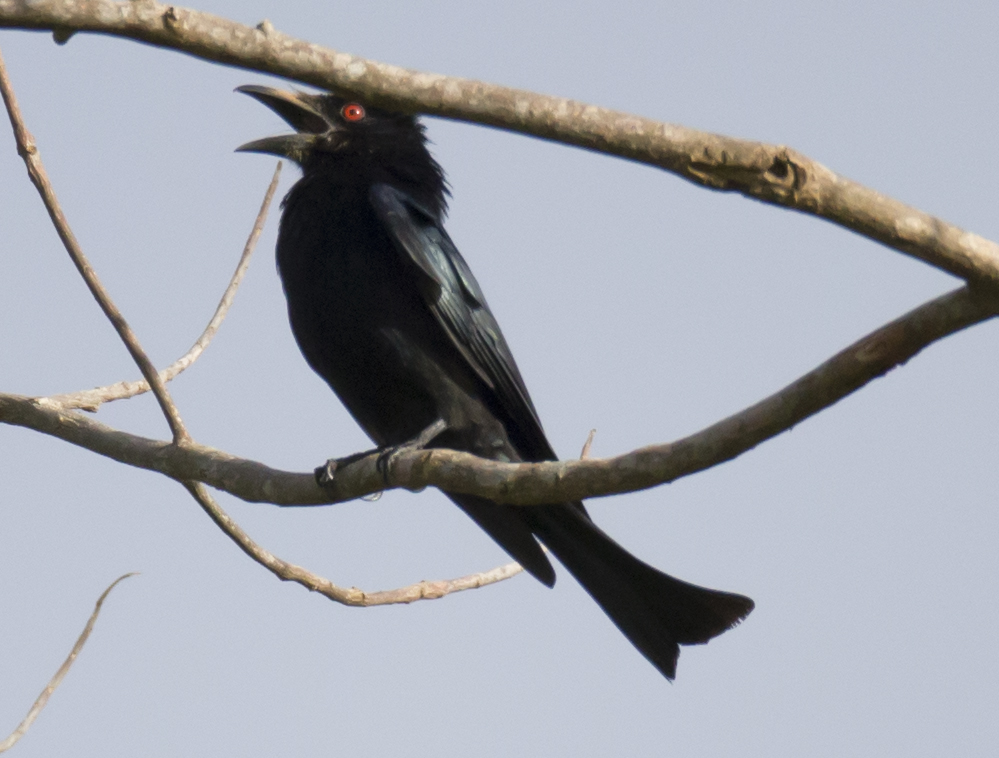
Esemplare vocalizza in Australia.

Il drongo picchiettato è un uccello dalle abitudini di vita essenzialmente diurne, che vive da solo o in coppie. Questi uccelli passano gran parte della loro giornata appollaiati su di un posatoio in evidenza (generalmente il ramo sporgente di un albero), dal quale possono tenere bene d'occhio i dintorni: in questo modo, infatti, questi dronghi possono individuare con prontezza sia l'eventuale passaggio di potenziali prede (al quale essi s'involano immediatamente per poterle catturare), che la comparsa di intrusi (caso in cui l'animale comincia ad emettere richiami d'avvertimento atti a scoraggiarne lo sconfinamento, seguiti eventualmente da un'aggressione fisica con picchiate e beccate).

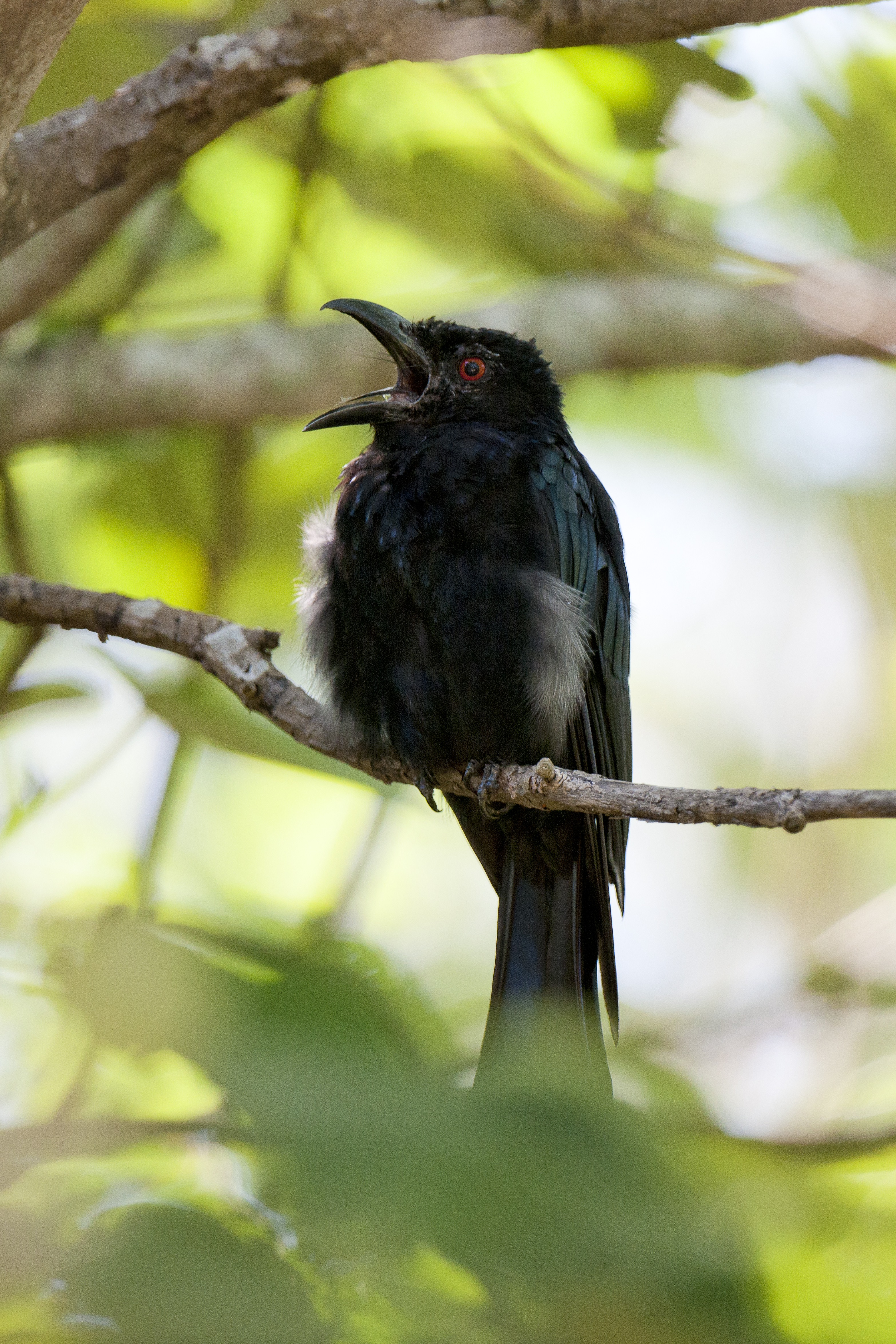
Esemplare intento a vocalizzare.

Si tratta di uccelli piuttosto silenti: alla bisogna, tuttavia, il drongo picchiettato (come del resto tutti i dronghi) si rivela un potente cantore, in grado di emettere una grande varietà di richiami che vanno da versi zufolanti ad altri più aspri e gracchianti, passando attraverso pigolii acuti, non di rado mescolando gli uni agli altri durante una singola sessione: il drongo picchiettato è inoltre un ottimo imitatore dei suoni che percepisce nel proprio areale, replicando i richiami degli altri uccelli e anche di altri animali.

Questi uccelli sono soliti vocalizzare soprattutto di primo mattino o al calare delle tenebre, e più raramente durante il giorno (tranne che durante la stagione riproduttiva, quando divengono molto più vocali del solito): non di rado, le coppie cantano in duetto. 

### Alimentazione

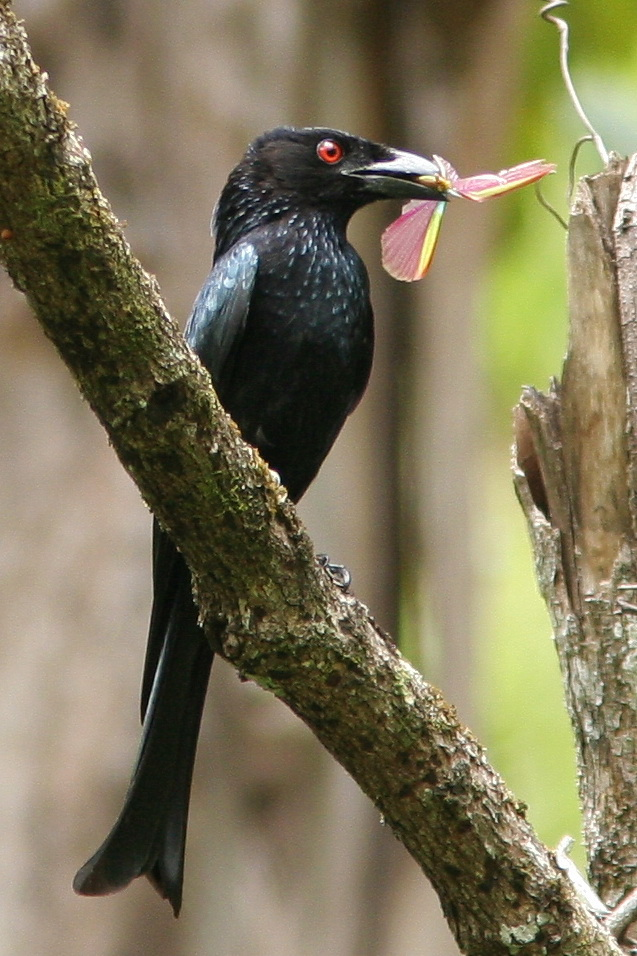
Esemplare con cibo nel becco.

Si tratta di uccelli dalla dieta essenzialmente insettivora, la cui dieta si basa su grossi insetti, con predilezione per quelli alati (cavallette, coleotteri, lepidotteri, formiche e termiti sciamanti, mosche), nonché artropodi ed altri invertebrati e le loro larve (in particolar modo bruchi e crisalidi di falene). Il drongo picchiettato, inoltre, si ciba sporadicamente anche di piccoli vertebrati (topolini, scinchi, lucertole e serpentelli, piccoli uccelli) e di materiale di origine vegetale (granaglie, bacche, nettare).
Il cibo viene reperito principalmente nella canopia. Il drongo picchiettato è un ottimo volatore, che reperisce gran parte del proprio cibo al volo: questi uccelli possono cibarsi sia involandosi dopo aver avvistato la preda di passaggio e quindi catturandola, che volando vicini ai rami e al fogliame e catturando le potenziali prede che, spaventate, spiccano il volo.

### Riproduzione

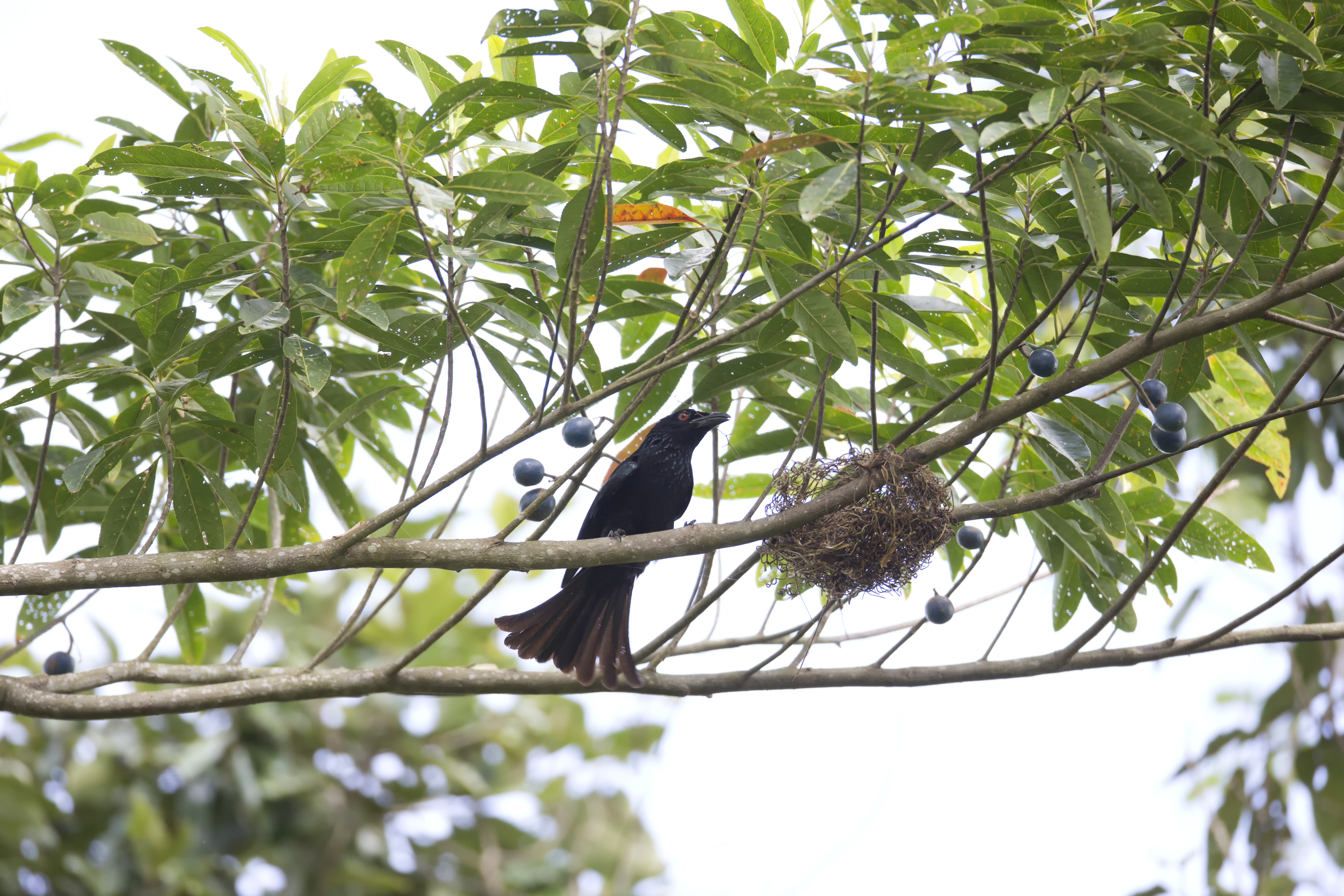
Esemplare con nido in costruzione.

Il drongo picchiettato è un uccello monogamo. L'estensione della stagione riproduttiva rimane ignota per molte delle popolazioni insulari: i dronghi australiani si riproducono da settembre (talvolta già da giugno) ai primi di maggio, con la maggior parte delle deposizioni che avvengono fra ottobre e febbraio.

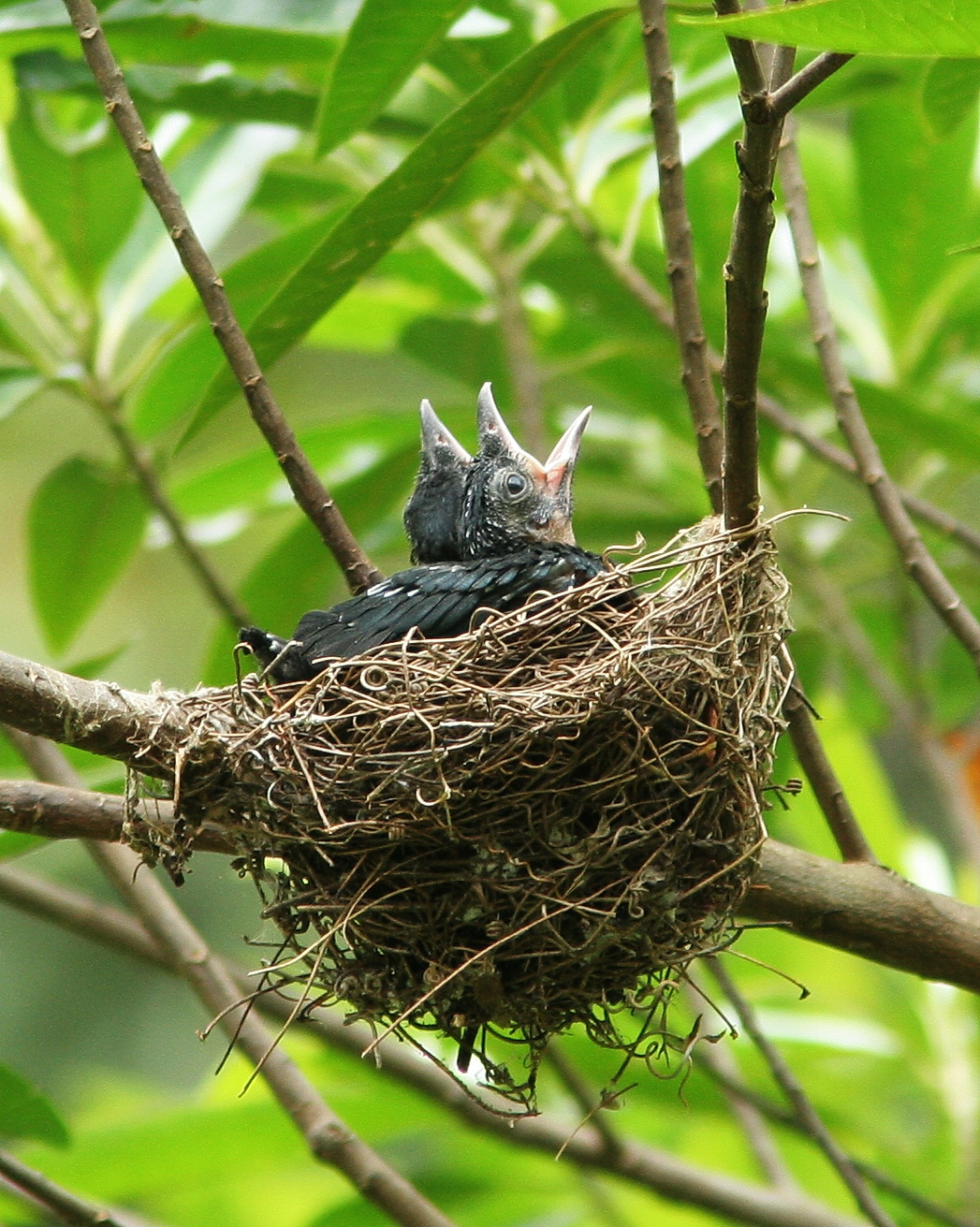
Nido con pulli.

Durante il periodo degli amori, le coppie divengono ancora più aggressive e territoriali rispetto al solito, vocalizzando frequentemente per avvertire gli eventuali intrusi nei paraggi ed aggredendo indomitamente qualunque estraneo che osi avvicinarsi eccessivamente (anche a sua insaputa) al sito di nidificazione, scacciando anche grossi corvi e rapaci.
Il nido viene costruito da ambedue i partner: esso presenta forma a coppa e viene edificato alla biforcazione della porzione distale del ramo di un albero, in genere piuttosto in alto e ben nascosto dal fogliame, e per la sua costruzione vengono utilizzati rametti, viticci, fibre vegetali, muschio e licheni.

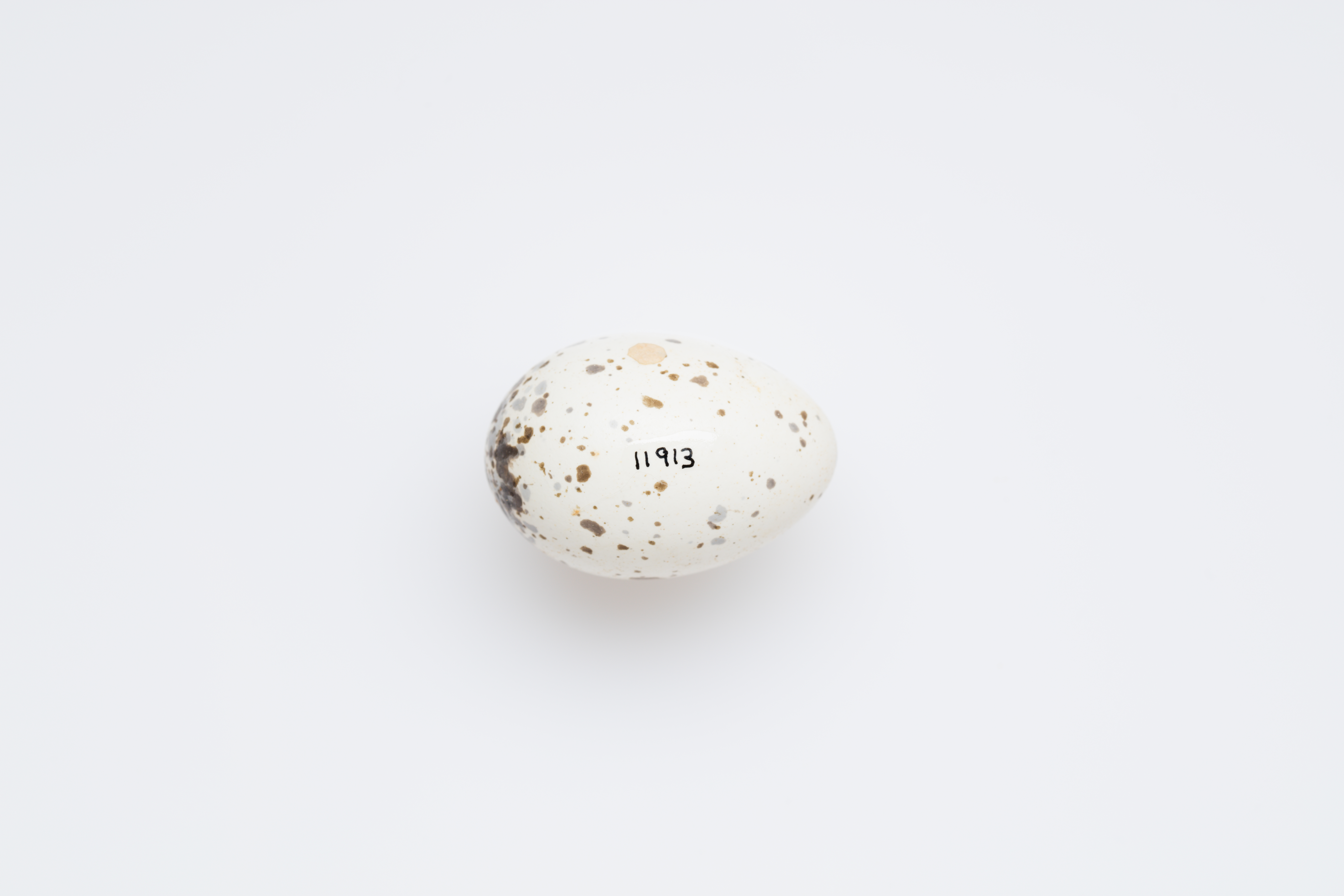
Uovo.

All'interno del nido, la femmina depone 2-5 uova, che si presentano completamente bianche oppure rosate, con presenza di rade maculature di colore bruno-ruggine scuro. Le uova vengono covate dai due genitori (che si alternano nell'incubazione) per una ventina di giorni, al termine dei quali schiudono pulli ciechi ed implumi.

I nidiacei vengono accuditi ed imbeccati da ambedue i genitori, con abbondante cibo rigurgitato: in tal modo, essi s'involano attorno alle tre settimane di vita, cominciando da quel momento a seguire i genitori durante i loro spostamenti alla ricerca di cibo (continuando a chiedere loro l'imbeccata, sebbene via via più sporadicamente man mano che crescono) ancora per un mese, dopodiché se ne affrancano in maniera definitiva, disperdendosi.

## Distribuzione e habitat

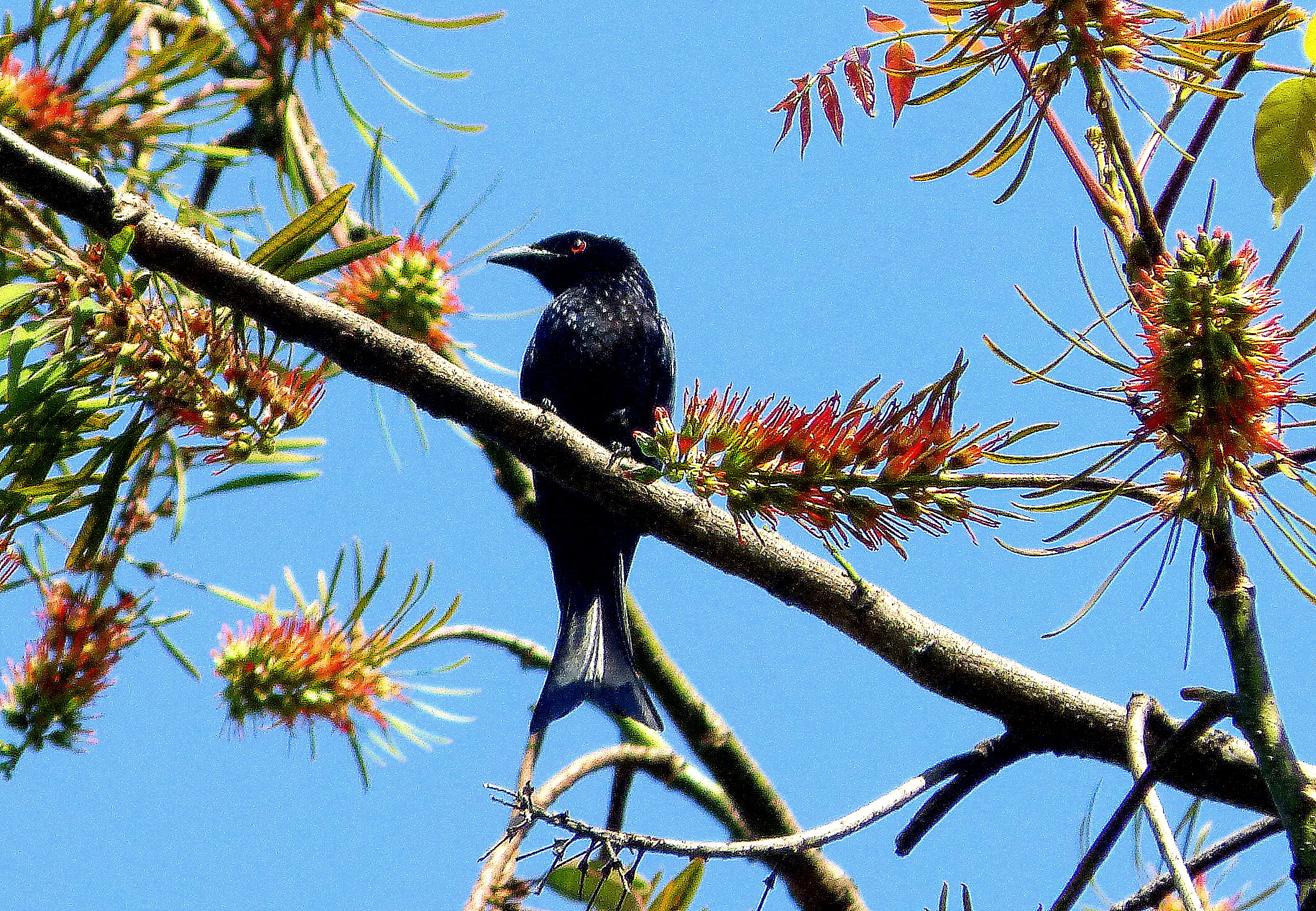
Esemplare a Brisbane.

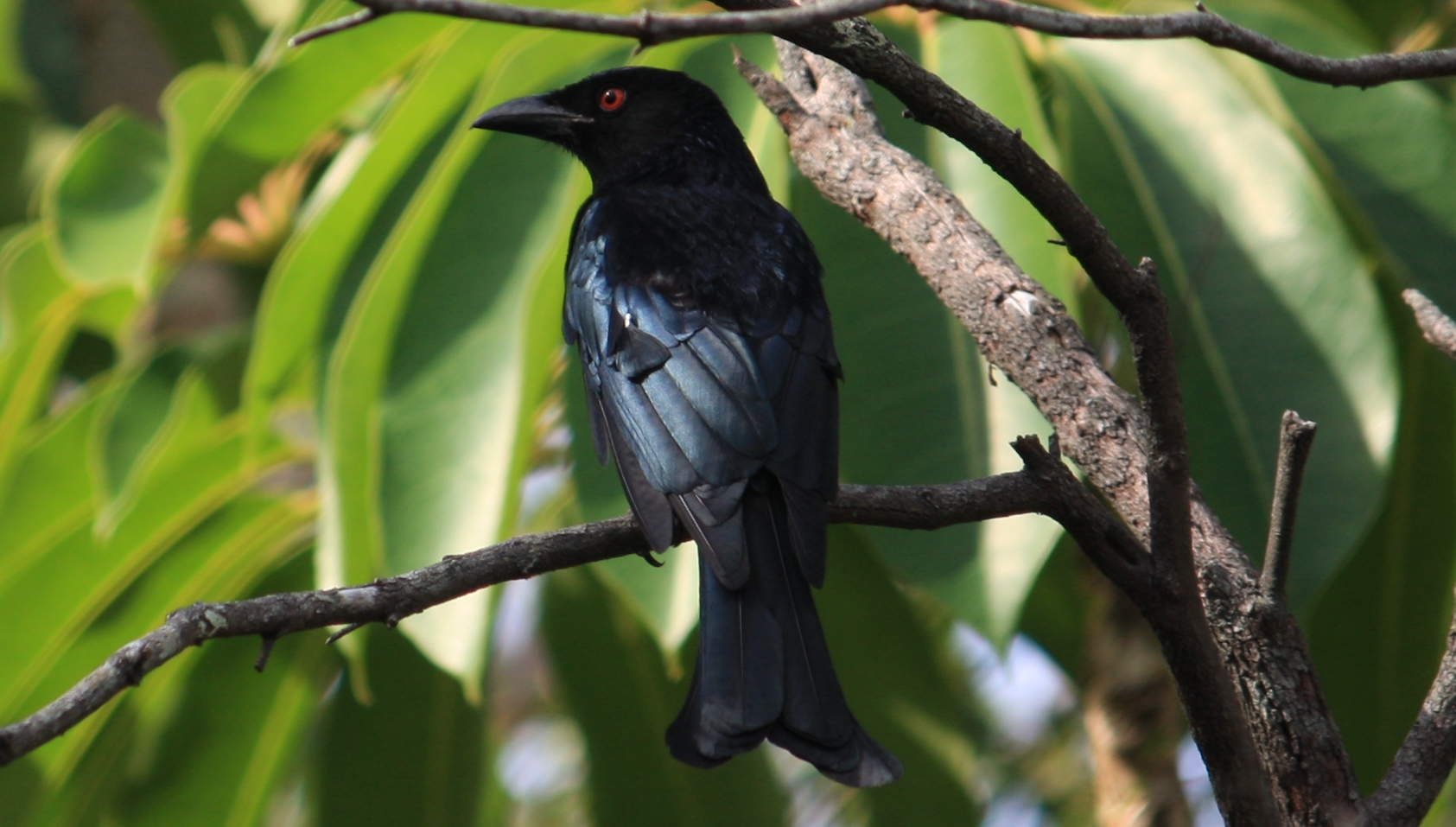
Esemplare a Byron Bay.

Il drongo picchiettato occupa un areale piuttosto vasto, che va da Seram all'area di Melbourne attraverso le Molucche meridionali, la Nuova Guinea e le isole circonvicine (Raja Ampat, Schouten, Trobriand, isole di D'Entrecasteaux, Louisiade, Aru, isole dello stretto di Torres), le Isole Salomone e l'Australia settentrionale (Top End, Kimberley, penisola di Capo York) e orientale (la fascia costiera a sud fino al Victoria centro-orientale, verso l'interno fino alle pendici orientali della Grande Catena Divisoria): questi uccelli rappresentano l'unica specie di drongo diffusa in Australia.

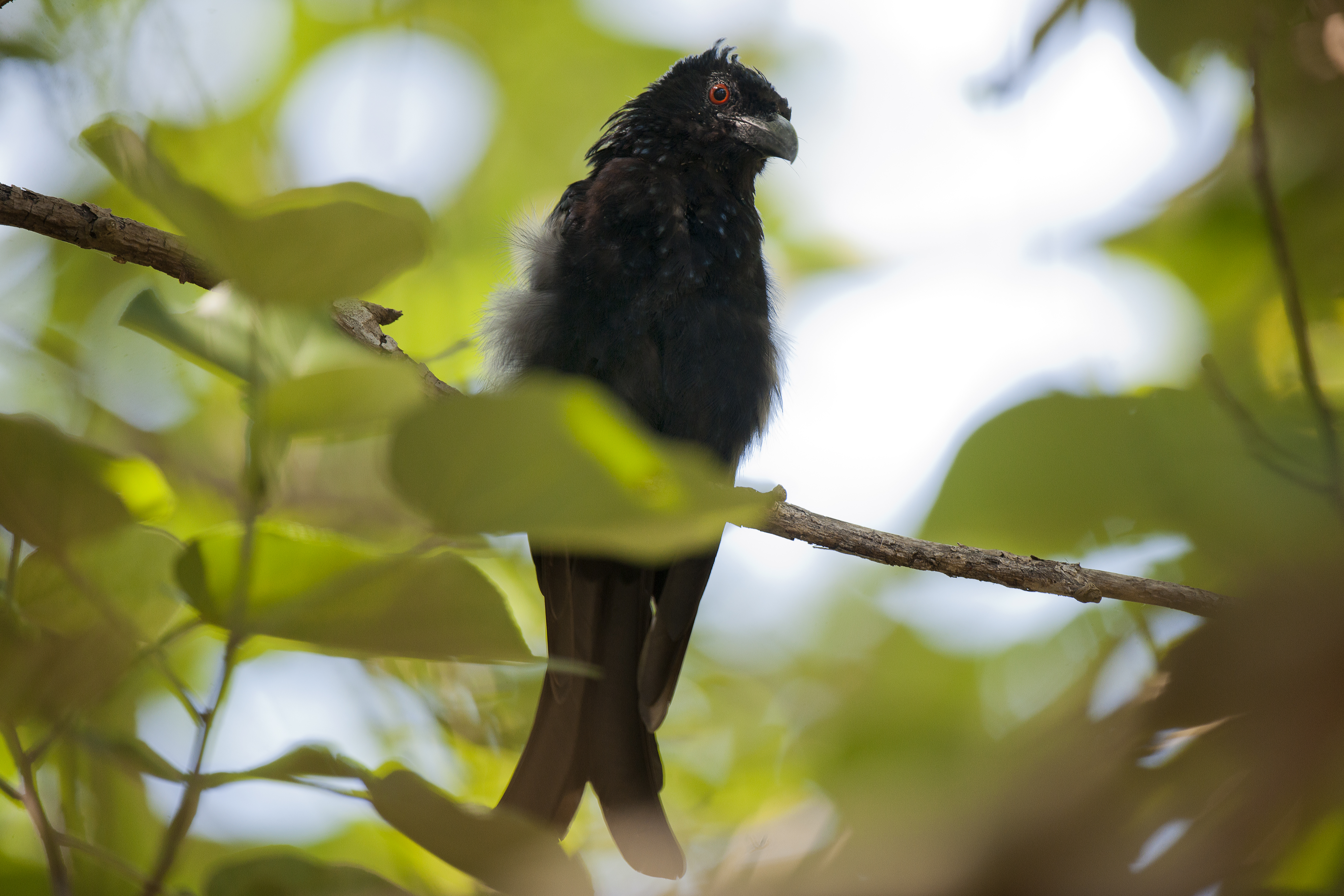
Esemplare in natura.

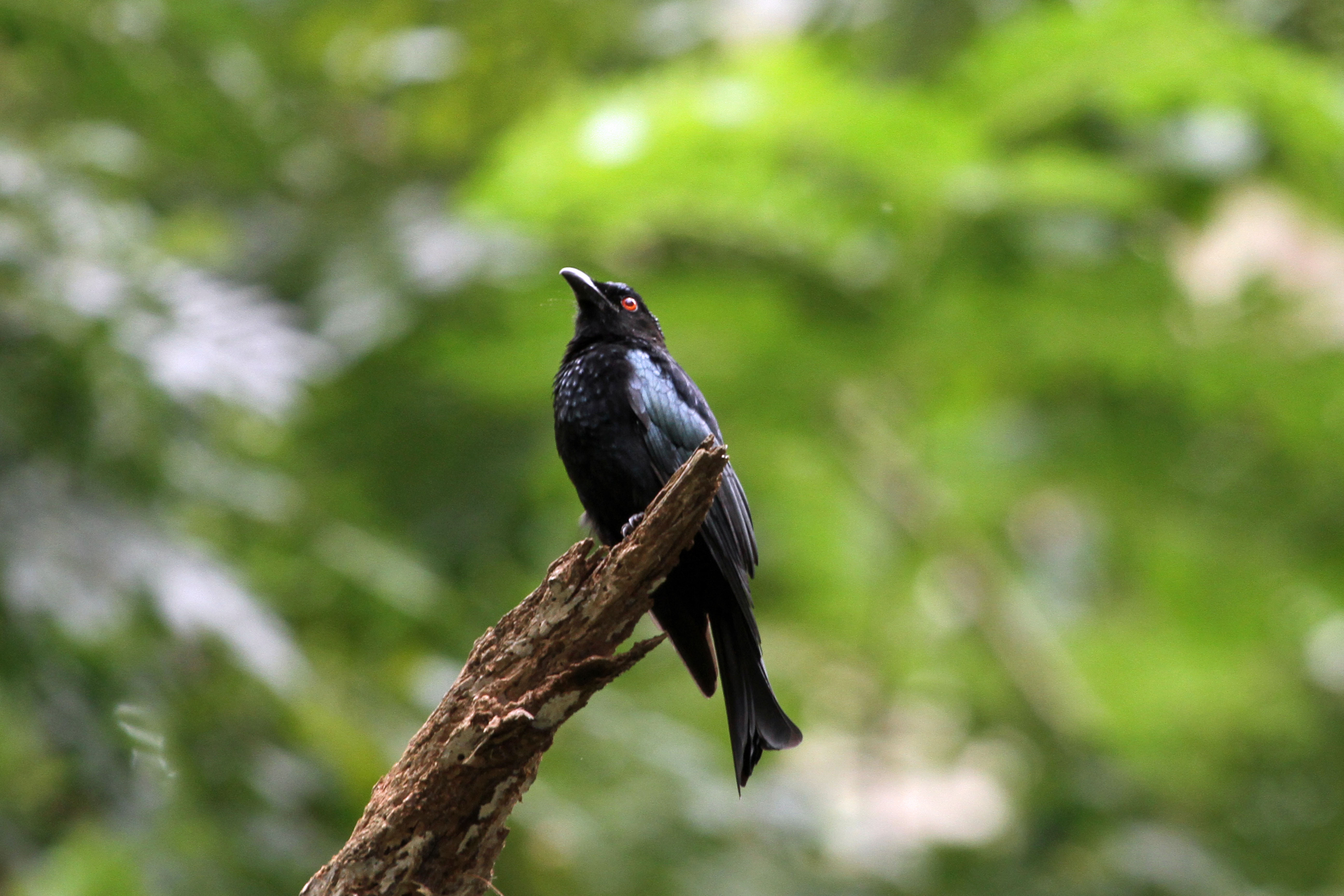
Esemplare nel Queensland.

La specie è generalmente residente nel proprio areale: le popolazioni della porzione sud-orientale, tuttavia, tendono a migrare verso nord durante i mesi invernali, svernando nel nord dell'isola-continente o nel sud della Nuova Guinea.
L'habitat del drongo picchiettato è rappresentato virtualmente da ogni tipo di zona alberata riscontrabile nell'ambito dell'areale della specie: questi uccelli, infatti, sono osservabili sia nella foresta pluviale (primaria e secondaria, con predilezione per la seconda) che nella foresta monsonica, passando attraverso foresta a galleria, mangrovieti e financo ambienti maggiormente antropizzati, come piantagioni e parchi alberati suburbani ed urbani.

## Tassonomia
Se ne riconoscono 11 sottospecie:

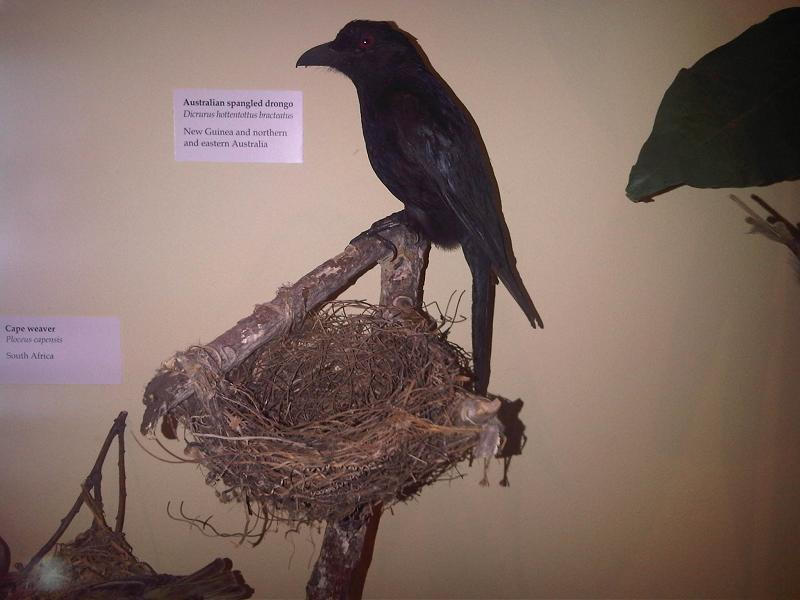
Esemplare della sottospecie nominale al Natural History Museum.

- Dicrurus bracteatus amboinensis Gray, 1861 - diffusa nelle Molucche meridionali (Seram, Ambon, Haruku e Saparua);
- Dicrurus bracteatus buruensis Hartert, 1919 - endemica di Buru;
- Dicrurus bracteatus morotensis Vaurie, 1946 - endemica di Morotai;
- Dicrurus bracteatus atrocaeruleus Gray, 1861 - diffusa nelle Molucche settentrionali (Halmahera, Kasiruta, Bacan) e a Kofiau;
- Dicrurus bracteatus carbonarius Bonaparte, 1850 - diffusa in Nuova Guinea e nelle isole circostanti (Gebe, Raja Ampat, Schouten, Trobriand, isole di D'Entrecasteaux, Louisiade, isole Aru, isole dello stretto di Torres);
- Dicrurus bracteatus baileyi Mathews, 1912 - diffusa nel nord dell'Australia (Kimberley, Top End e isole prospicienti);
- Dicrurus bracteatus atrabectus Schodde & Mason, 1999 - diffusa nel nord-est dell'Australia (penisola di Capo York a sud fino a Burdekin), migratrice fino alla Nuova Guinea meridionale;
- Dicrurus bracteatus bracteatus Gould, 1843 - la sottospecie nominale, diffusa lungo la fascia costiera dell'Australia orientale dal sud del Queensland al Nuovo Galles del Sud, migrratrice a nord fino al sud della Nuova Guinea;
- Dicrurus bracteatus laemostictus Sclater, 1877 - diffusa a Umboi e in Nuova Britannia;
- Dicrurus bracteatus meeki Rothschild & Hartert, 1877 - endemica di Guadalcanal;
- Dicrurus bracteatus longirostris Ramsay, 1882 - endemica di Makira;

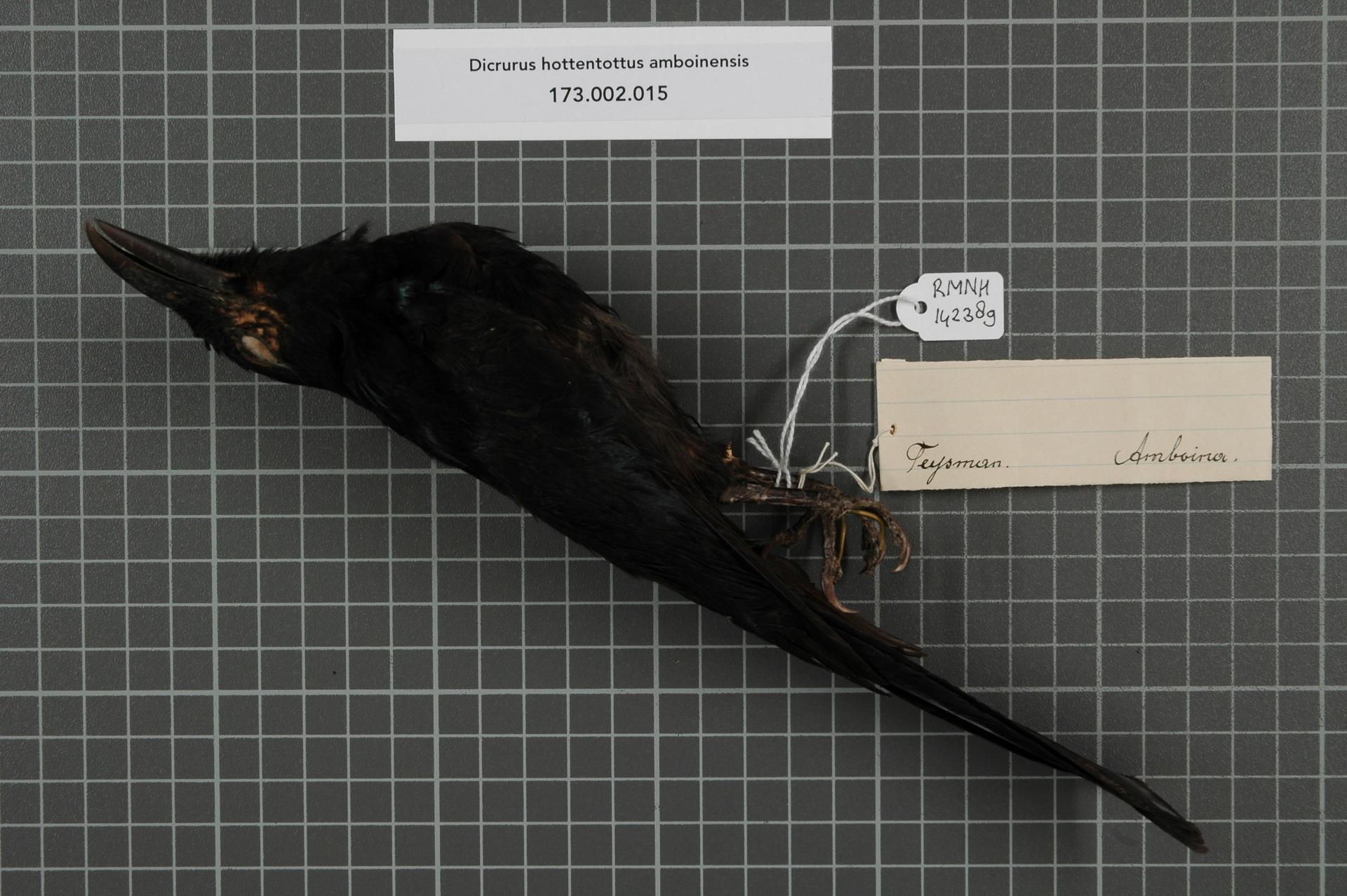
Esemplare impagliato della sottospecie amboinensis.
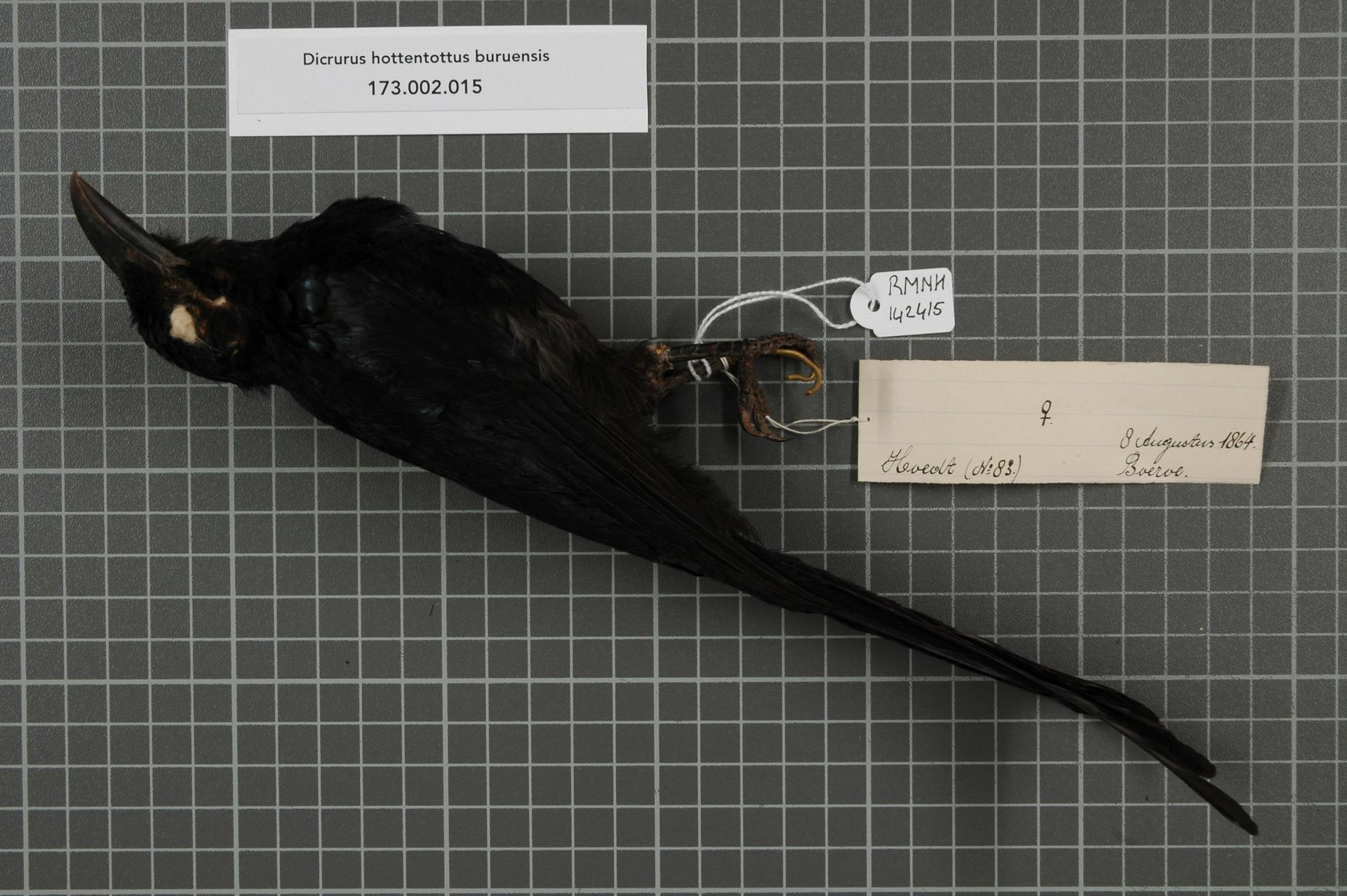
Esemplare impagliato della sottospecie buruensis.
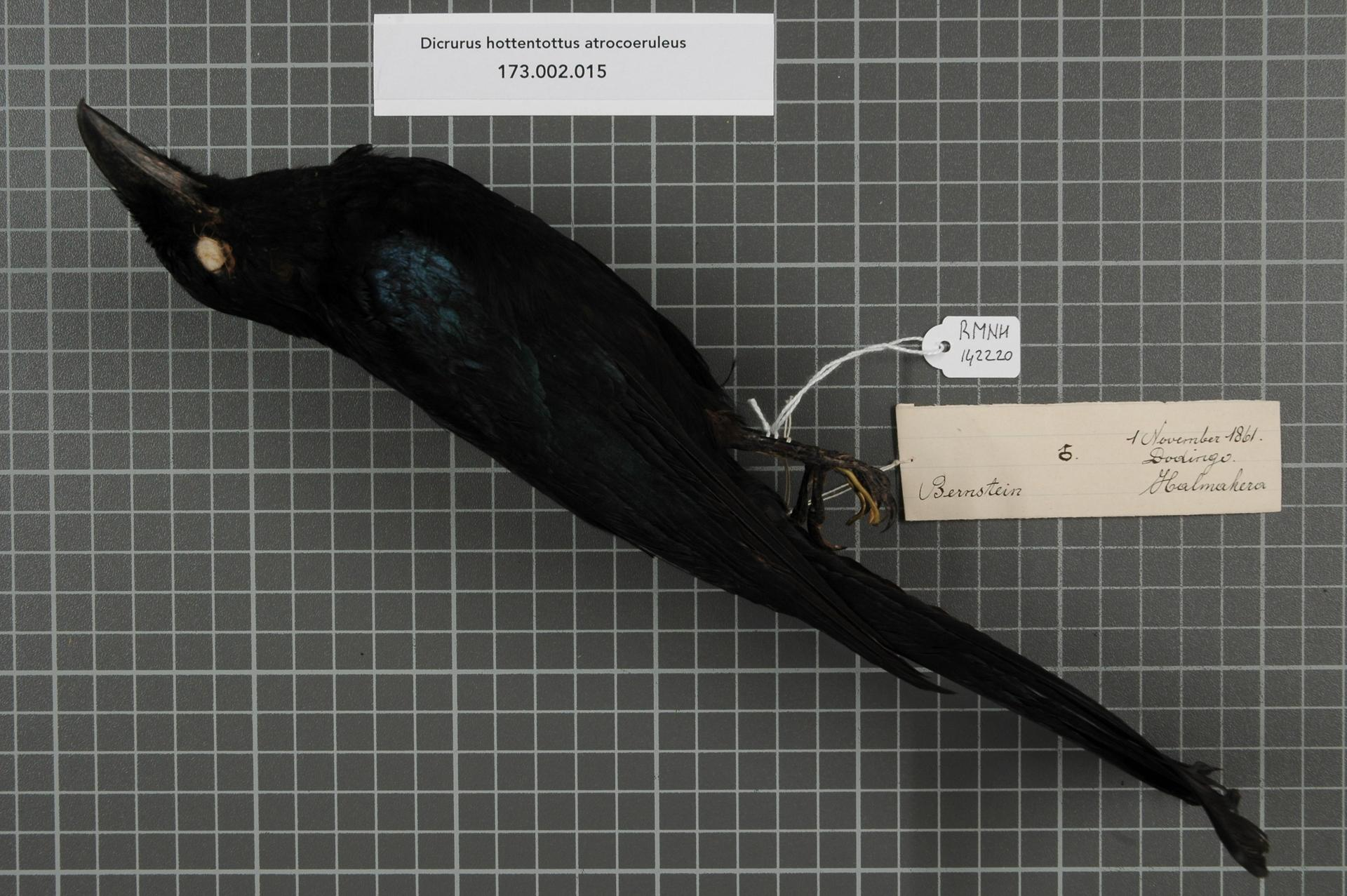
Esemplare impagliato della sottospecie atrocaeruleus.
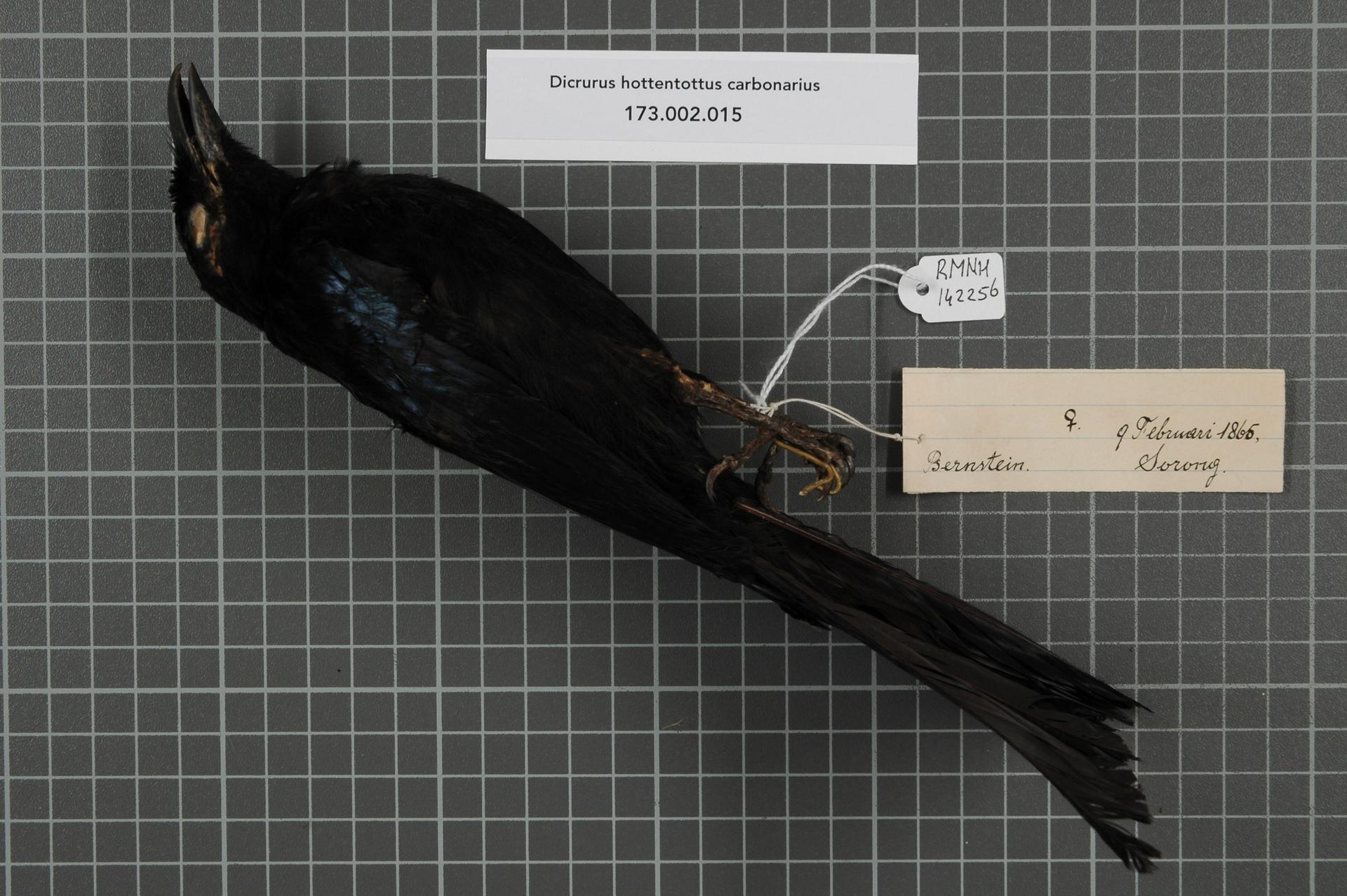
Esemplare impagliato della sottospecie carbonarius.
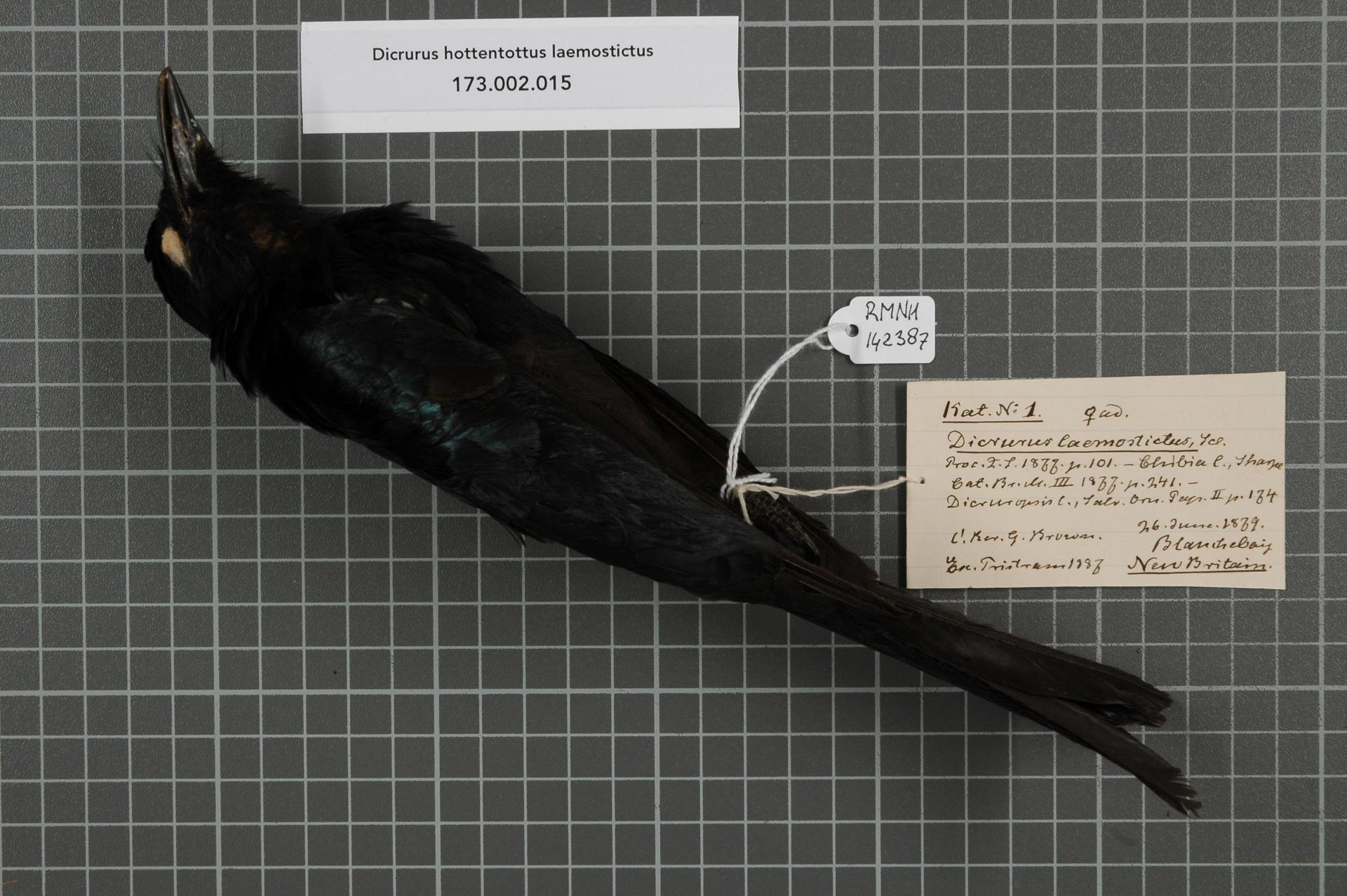
Esemplare impagliato della sottospecie laemostictus.

Alcuni autori riconoscerebbero inoltre le sottospecie ultramontanus delle isole Aru, propiquus delle isole di D'Entrecasteaux, dejectus delle isole Louisiade (tutte sinonimizzate con carbonarius) e manutemen di Seram (sinonimizzata con amboinensis).

Lo status di numerose sottospecie, che non di rado presentano fra loro differenze morfometriche e vocali importanti, rimane controverso e fonte di dibattito: le sottospecie buruensis ed amboinensis sono state storicamente considerate specie a sé stanti e talvolta lo sono a tutt'oggi, mentre più recentemente è stata proposta l'elevazione al rango di specie anche delle sottospecie morotensis, atrocaeruleus (in questo caso con l'elevazione al rango di specie anche della popolazione di Bacan, attualmente considerata parte di quest'ultima e quindi senza nome), carbonarius, laemostictus. Verosimilmente, anche le popolazioni delle Isole Salomone (meeki e longirostris) potrebbero rappresentare una specie a sé stante.
Il drongo picchiettato è strettamente imparentato col drongo piumato, del quale veniva una volta considerato a sua volta una sottospecie.